# Vanraure Hachinohe
Vanraure Hachinohe (ヴァンラーレ八戸?) är ett fotbollslag från Hachinohe i Aomori prefektur, Japan. Laget spelar för närvarande (2020) i lägsta proffsligan J3 League.

## Placering tidigare säsonger
| Säsong | Nivå | Liga      | Placering | Referens | Notering |
| ------ | ---- | --------- | --------- | -------- | -------- |
| 2019   | 3    | J3 League | 10        | [ 1 ]    |          |
| 2020   | 3    | J3 League | 15        | [ 2 ]    | Pandemin |
| 2021   | 3    | J3 League | 13        | [ 3 ]    | Pandemin |
| 2022   | 3    | J3 League | 10        | [ 4 ]    | Pandemin |
| 2023   | 3    | J3 League | 7         | [ 5 ]    |          |
| 2024   | 3    | J3 League | 11        | [ 6 ]    |          |

## Truppen 2022
Aktuell 23 april 2022.
| Nr | Land  | Pos | Namn             |
| -- | ----- | --- | ---------------- |
| 1  | Japan | MV  | Kazuki Hattori   |
| 2  | Japan | MF  | Aoi Sato         |
| 3  | Japan | F   | Kazuki Sato      |
| 4  | Japan | F   | Ryusei Shimodo   |
| 5  | Japan | F   | Shuya Akamatsu   |
| 6  | Japan | MF  | Masanobu Komaki  |
| 7  | Japan | MF  | Taichi Nakamura  |
| 8  | Japan | A   | Jun Arima        |
| 9  | Japan | A   | Takumi Shimada   |
| 10 | Japan | MF  | Shochi Niiyama   |
| 11 | Japan | A   | Kai Sasaki       |
| 13 | Japan | MF  | Satoru Maruoka   |
| 14 | Japan | MF  | Koki Maezawa     |
| 15 | Japan | F   | Takeru Itakura   |
| 16 | Japan | F   | Daichi Kobayashi |

| Nr | Land  | Pos | Namn             |
| -- | ----- | --- | ---------------- |
| 17 | Japan | MF  | Koichi Miyao     |
| 18 | Japan | MF  | Ryo Watanabe     |
| 20 | Japan | MF  | Yusei Kayanuma   |
| 22 | Japan | F   | Kazuma Tsuboi    |
| 23 | Japan | MV  | Daiki Koike      |
| 24 | Japan | F   | Naoyuki Yamada   |
| 25 | Japan | F   | Tomoyuki Hirose  |
| 27 | Japan | MF  | Kazuya Niwa      |
| 29 | Japan | A   | Kosuke Takebe    |
| 32 | Japan | MF  | Masashi Kokubun  |
| 33 | Japan | MV  | Hayate Tsuta     |
| 38 | Japan | F   | Kodai Fujii      |
| 39 | Japan | F   | Teppei Chikaishi |
| 41 | Japan | MF  | Ryusei Nose      |
| 48 | Japan | MF  | Yuki Aida        |